# Rosa 'Lilian Austin'
'Lilian Austin' ('AUSli' es el nombre del obtentor registrado), es un cultivar de rosa que fue conseguido en Reino Unido en 1973 por el rosalista británico David Austin.

## Descripción
'Lilian Austin' es una rosa moderna cultivar del grupo « English Rose Collection ».
El cultivar procede del cruce de 'Aloha' (híbrido de té, Boerner 1949) x  'The Yeoman' (arbusto, Austin, 1969).
Las formas arbustivas del cultivar tienen porte erguido que alcanza más de 120 a 130 cm de alto con 120 a 150 cm de ancho. Las hojas son de color verde oscuro mate de tamaño medio, follaje coriáceo.
Sus delicadas flores de color mezcla de rosas. Fragancia media. Flor con 33 pétalos. El diámetro medio de 4". Tamaño de flor mediano, dobles (17 a 25 pétalos), en pequeños grupos, en forma de copa, en cuartos, rosetón.
Florece de una forma prolífica, floración en oleadas durante la temporada.

## Origen
El cultivar fue desarrollado en Reino Unido por el prolífico rosalista británico David Austin en 1973. 'Lilian Austin' es una rosa híbrida con ascendentes parentales de cruce de 'Aloha' (híbrido de té, Boerner 1949) x  'The Yeoman' (arbusto, Austin, 1969).
El obtentor fue registrado bajo el nombre cultivar de 'AUSli' por David Austin en 1973 y se le dio el nombre comercial de exhibición 'Lilian Austin'™.
También se le reconoce por el sinónimo de 'AUSli'.
- La rosa fue conseguida antes de 1973 e introducida en el Reino Unido por David Austin Roses Limited (UK) en 1973 como 'Lilian Austin'.[1]

El nombre se le dio en honor de la madre del rosalista.

## Cultivo
Aunque las plantas están generalmente libres de enfermedades, es posible que sufran de punto negro en climas más húmedos o en situaciones donde la circulación de aire es limitada.
Se desarrollan mejor a pleno sol. En América del Norte son capaces de ser cultivadas en USDA Hardiness Zones 6b a 10b. La resistencia y la popularidad de la variedad han visto generalizado su uso en cultivos en todo el mundo.
Puede ser utilizado para las flores cortadas, jardín o portador guía. Vigorosa. En la poda de Primavera es conveniente retirar las cañas viejas y madera muerta o enferma y recortar cañas que se cruzan. En climas más cálidos, recortar las cañas que quedan en alrededor de un tercio. En las zonas más frías, probablemente hay que podar un poco más que eso. Requiere protección contra la congelación de las heladas invernales.

## Obtentoresyvariedadesderivadas
Debido a las características deseables de la rosa 'Lilian Austin', se ha utilizado como ascendente parental en cruces con otras variedades para la obtención de obtentores de nuevas rosas, así:

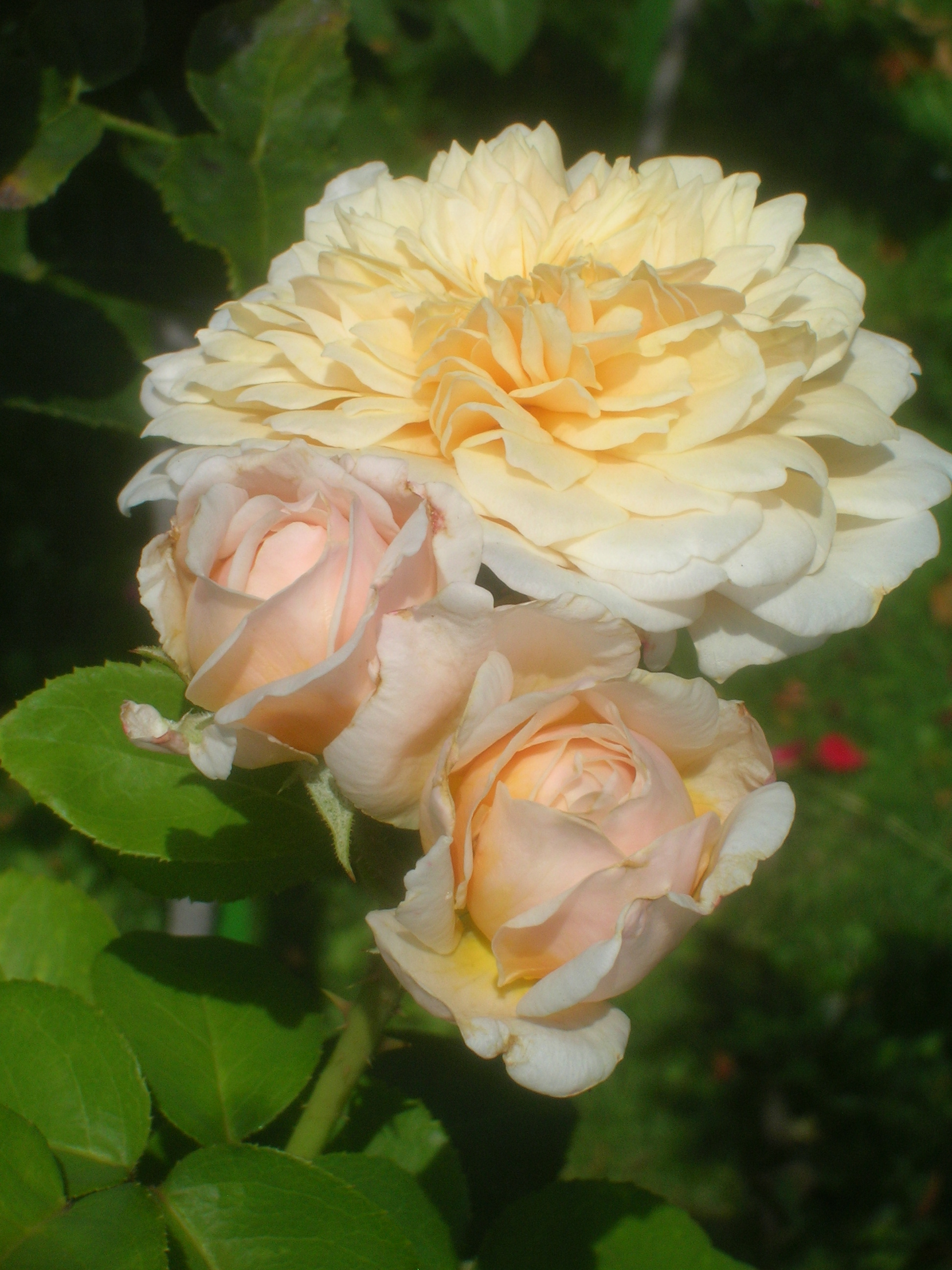
'English Garden', Austin 1986/ obtenida por el cruce de 'Lilian Austin' x ( planta de semillero x 'Schneewittchen'.
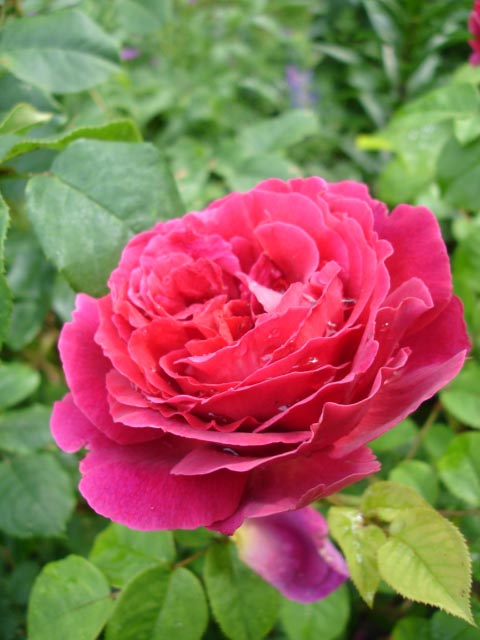
'Othello', Austin 1986/ obtenida por el cruce de 'Lilian Austin' x 'The Squire'.
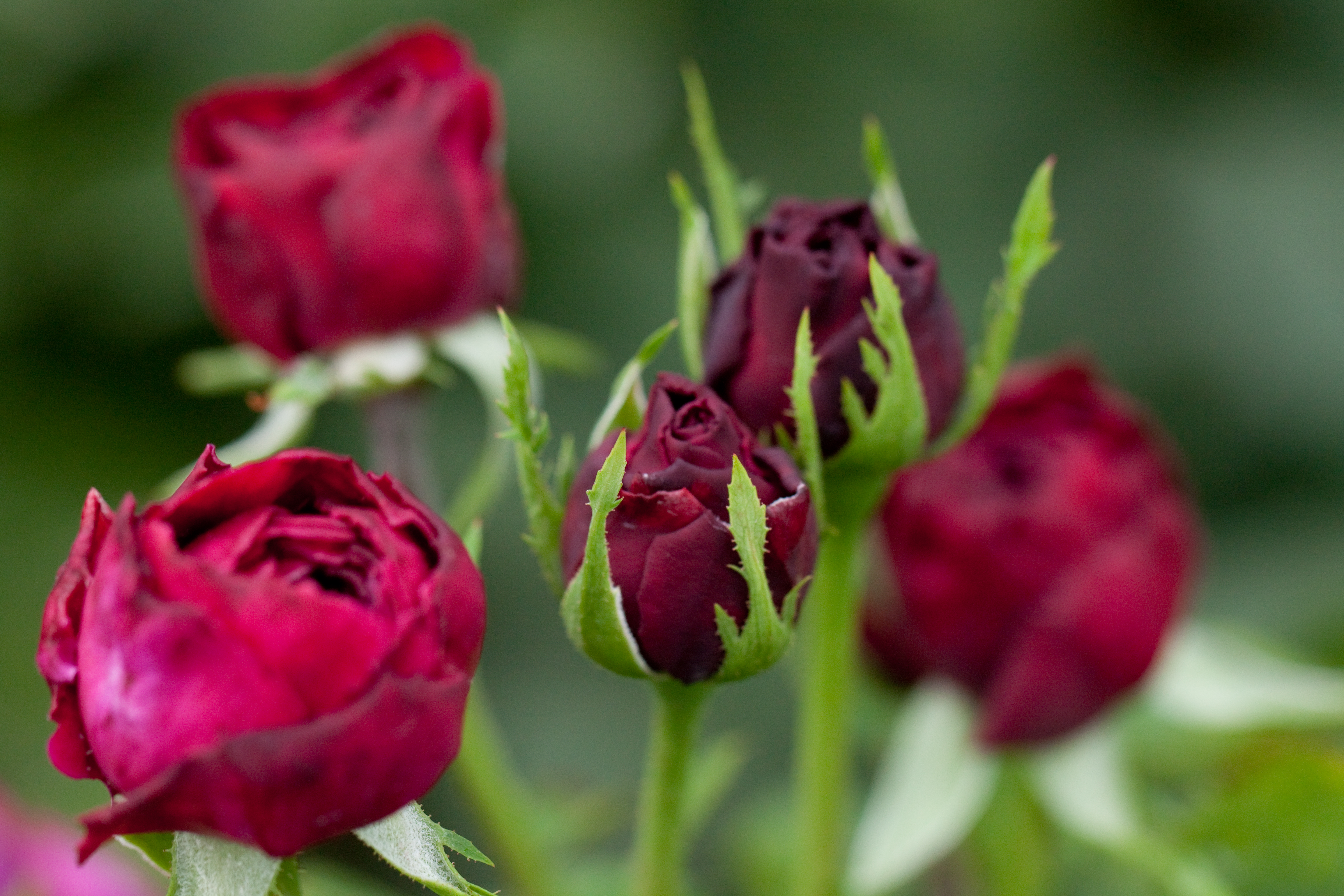
'The Prince', Austin 1990/ obtenida por el cruce de 'Lilian Austin' x 'The Squire'.